# Party (アルバム)
『Party』（パーティー）は、B.B.クィーンズの2枚目のオリジナル・アルバム。 1990年12月19日にBMGビクター（現・アリオラジャパン）から発売された。

## 内容
最大のヒット作となったオリジナル・アルバムは、前田亘輝のカバー曲も収録している。

## 批評
| 専門評論家によるレビュー | 専門評論家によるレビュー |
| レビュー・スコア         | レビュー・スコア         |
| 出典                     | 評価                     |
| ------------------------ | ------------------------ |
| CDジャーナル             | 肯定的                   |

CDジャーナルは、「セカンドから他メンバーも正体を現わしたB.B.クイーンズだが、みんなリゾームのヒトだったのね。『ポンポコリン』ノリの『ギンギラパラダイス』はまぁまぁ。中途半端にポップな曲より、ブルースロックの『Gimme Some Lovin' Tonight』の方がイカスぜ。」と批評した。

## 収録曲
| #         | タイトル                      | 作詞       | 作曲       | 編曲      | 時間  |
| --------- | ----------------------------- | ---------- | ---------- | --------- | ----- |
| 1.        | 「ギンギラパラダイス」        | 長戸大幸   | 織田哲郎   | 織田哲郎  | 3:18  |
| 2.        | 「Love…素敵な僕ら」           | 亜蘭知子   | 望月衛介   | 寺尾広    | 4:16  |
| 3.        | 「悲しきバレンタイン」        | 小田佳奈子 | 寺尾広     | 寺尾広    | 4:59  |
| 4.        | 「恋するWeekend Girl」        | 小田佳奈子 | 栗林誠一郎 | 寺尾広    | 4:33  |
| 5.        | 「ハッピーバースデー」        | 坪倉唯子   | 坪倉唯子   | 中島正雄  | 3:36  |
| 6.        | 「君にコケコッコー!」         | 亜蘭知子   | 織田哲郎   | 織田哲郎  | 3:48  |
| 7.        | 「ピクニック」                | T-Party    | 栗林誠一郎 | 寺尾広    | 4:20  |
| 8.        | 「君のとなりにすわりたい」    | 近藤房之助 | 近藤房之助 | 寺尾広    | 5:55  |
| 9.        | 「Gimme Some Lovin' Tonight」 | 前田亘輝   | 中島正雄   | 中島正雄  | 3:47  |
| 10.       | 「ひとりぼっちの帰り道」      | 亜蘭知子   | 増崎孝司   | 寺尾広    | 4:43  |
| 合計時間: | 合計時間:                     | 合計時間:  | 合計時間:  | 合計時間: | 43:15 |

## 楽曲解説
1. ギンギラパラダイス
  - 2ndシングル。
2. Love…素敵な僕ら
  - 1996年に、シングル「ドレミファだいじょーぶ」（再発盤）のカップリングに「Love…素敵な僕ら'97」としてリメイクされた。
3. 悲しきバレンタイン
4. 恋するWeekend Girl
5. ハッピーバースデー
6. 君にコケコッコー!
  - 2ndシングル「ギンギラパラダイス」のカップリング。
7. ピクニック
8. 君のとなりにすわりたい
9. Gimme Some Lovin' Tonight
  - 前田亘輝のカバー。
10. ひとりぼっちの帰り道

## 参加ミュージシャン

### B.B.クィーンズ
- 近藤房之助
- 坪倉唯子
- 栗林誠一郎
- 増崎孝司
- 望月衛介
- 宇徳敬子
- 村上遙
- 渡辺真美